# Bear Lake County
Bear Lake County ist ein County im Bundesstaat Idaho der Vereinigten Staaten. Der Verwaltungssitz (County Seat) ist Paris.

## Geographie
Das County liegt in der südöstlichsten Ecke von Idaho, grenzt im Osten an Wyoming, im Süden an Utah und hat eine Fläche von 2718 Quadratkilometern, wovon 202 Quadratkilometer Wasserfläche sind. Es grenzt im Uhrzeigersinn an folgende Countys: Caribou County, Lincoln County in Wyoming, Rich County in Utah und Franklin County.

## Geschichte
Bear Lake County wurde am 5. Januar 1875 aus Teilen des Oneida County gebildet. Benannt wurde es nach dem Bear Lake, einem See in der Nähe.
Die ersten Siedler waren kleinere Stämme der Shoshonen. Die ersten Weißen waren wohl 1818 einige Trapper und Scouts, die die Gegend erkundeten. 1819 lagerte Donald McKenzie an einem See und gab ihm wegen der vielen Schwarzbären, die hier dort anzutreffen waren, den Namen Black Bear Lake.
1836 wurde eine kleine Mission zur Christianisierung der Indianer eingerichtet und ab 1841 zog sich der Oregon Trail durch dieses Gebiet. 1863 sandte Brigham Young, der zweite Präsident und Prophet der Kirche Jesu Christi der Heiligen der Letzten Tage die ersten Mormonen zum Siedeln hierher.
92 Bauwerke und Stätten des Countys sind im National Register of Historic Places verzeichnet.
Im County befindet sich das Schutzgebiet Bear Lake National Wildlife Refuge und Teile der Schutzgebiete Cache National Forest und Caribou-Targhee National Forest.

## Demografische Daten

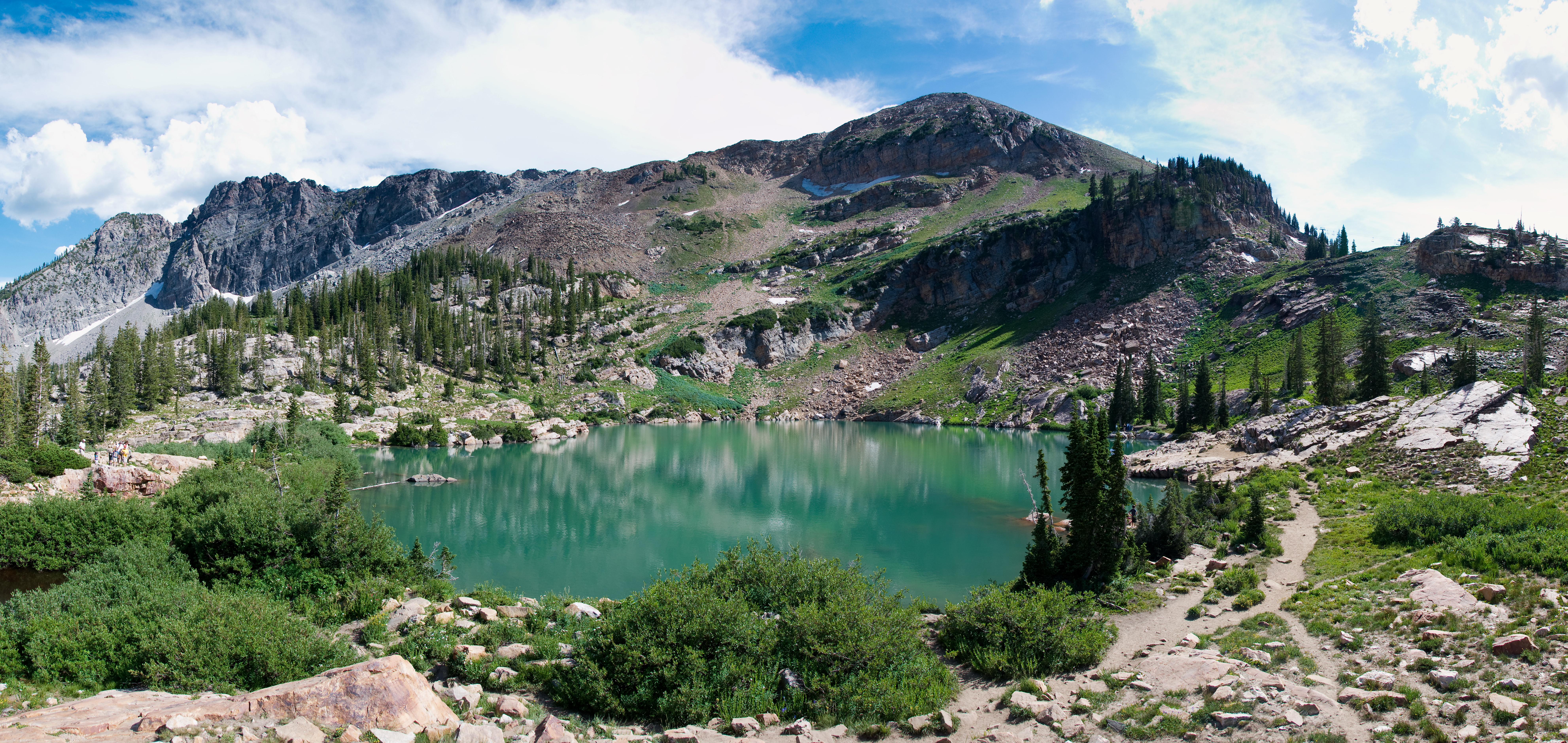
Der Cecret Lake

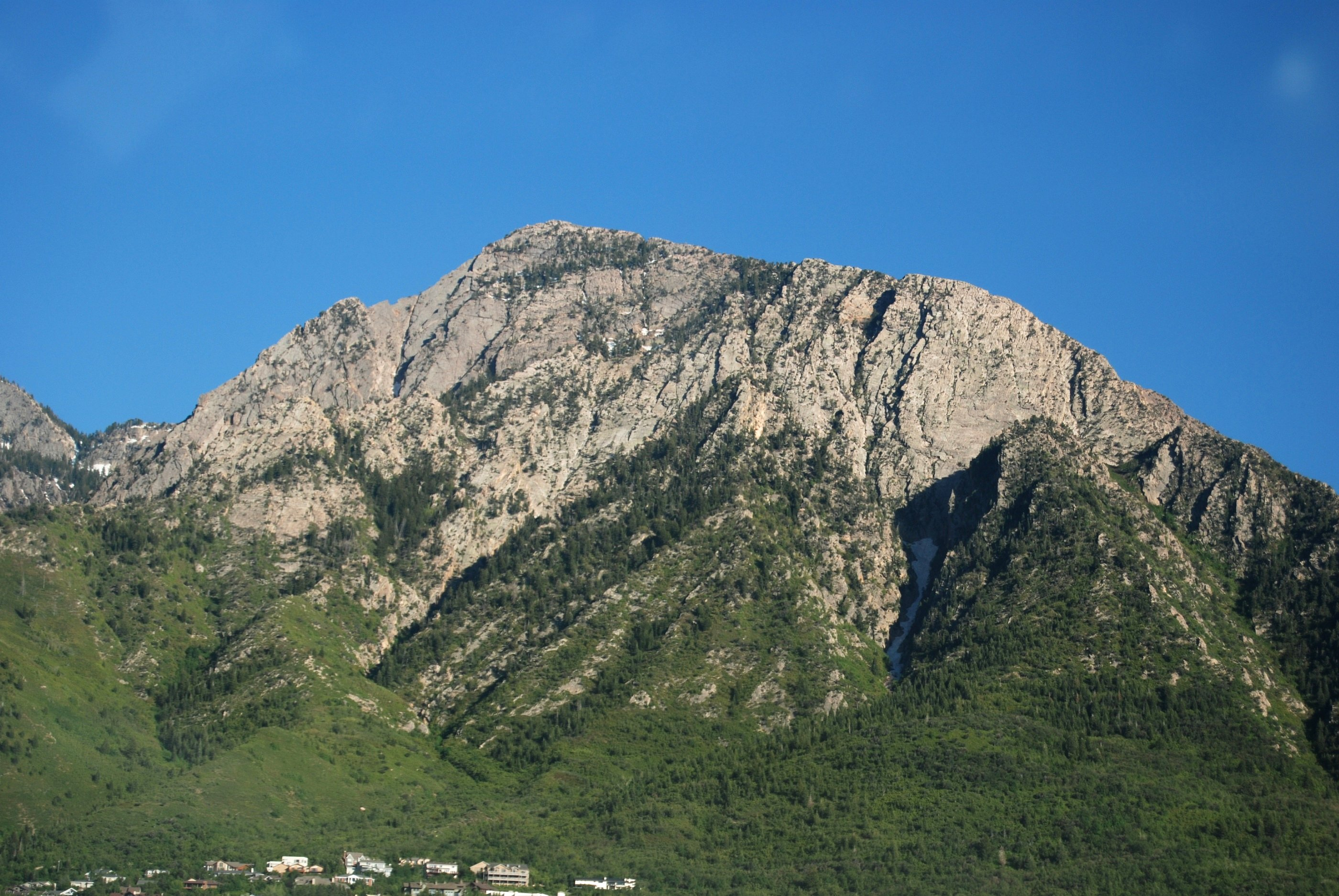
Westseite des Mount Olympus, der in Utah liegt

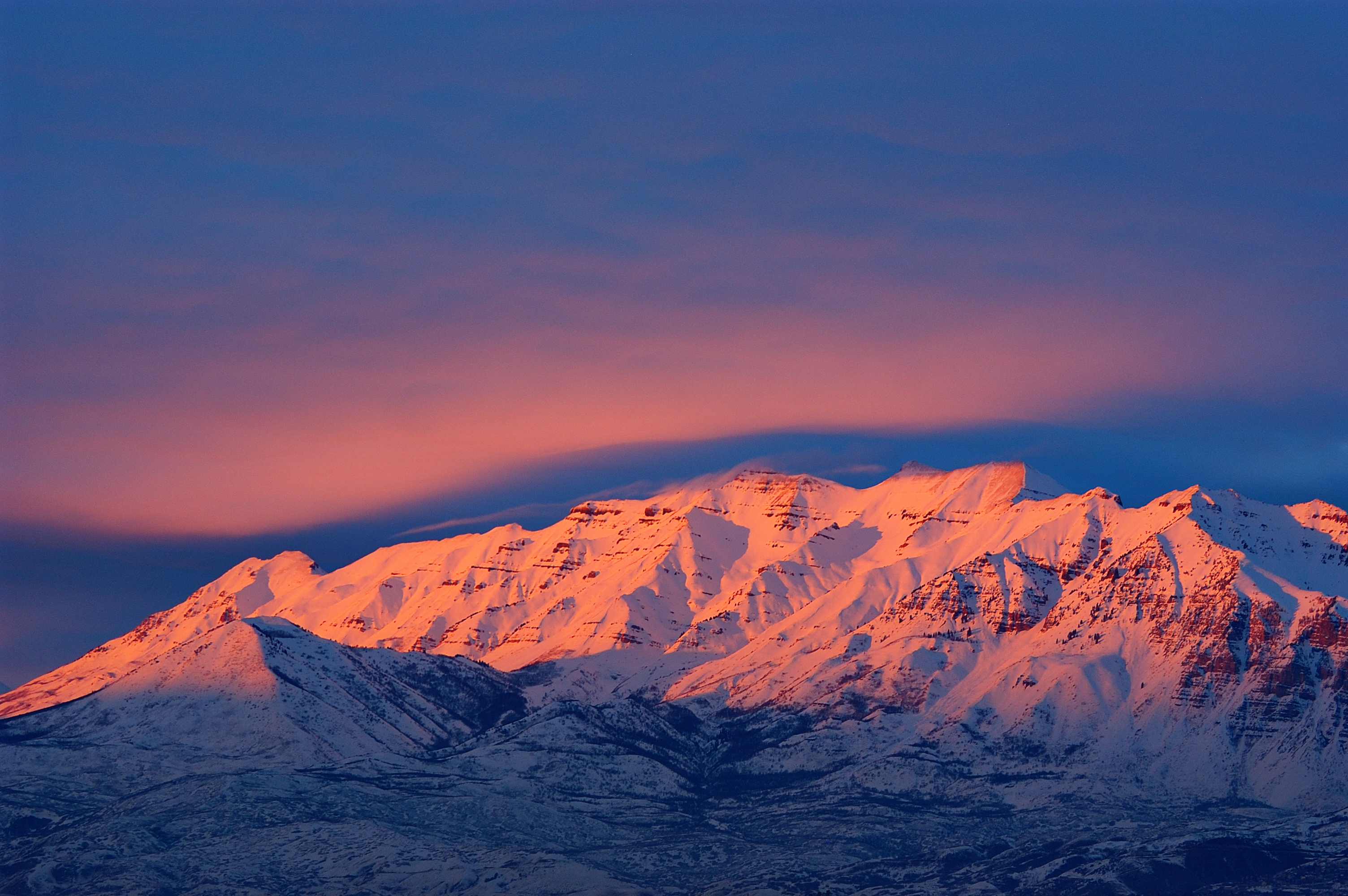
Der Mount Timpanogos bei Sonnenuntergang

Nach der Volkszählung im Jahr 2000 lebten im Bear Lake County 6.411 Menschen in 2.259 Haushalten und 1.710 Familien. Die Bevölkerungsdichte betrug 3 Personen pro Quadratkilometer. Ethnisch betrachtet setzte sich die Bevölkerung zusammen aus 97,66 Prozent Weißen, 0,09 Prozent Afroamerikanern, 0,53 Prozent amerikanischen Ureinwohnern, 0,08 Prozent Asiaten, 0,05 Prozent Bewohnern aus dem pazifischen Inselraum und 1,08 Prozent aus anderen ethnischen Gruppen; 0,51 Prozent stammten von zwei oder mehr Ethnien ab. 2,4 Prozent der Bevölkerung waren spanischer oder lateinamerikanischer Abstammung.
Von den 2.259 Haushalten hatten 38,8 Prozent Kinder unter 18 Jahren, die bei ihnen lebten. 66,9 Prozent davon waren verheiratete, zusammenlebende Paare. 6,4 Prozent waren allein erziehende Mütter und 24,3 Prozent waren keine Familien. 22,2 Prozent waren Singlehaushalte und in 12,1 Prozent lebten Menschen mit 65 Jahren oder älter. Die Durchschnittshaushaltsgröße betrug 2,81 und die durchschnittliche Familiengröße war 3,33 Personen.
33,0 Prozent der Bevölkerung waren unter 18 Jahre alt, 7,4 Prozent zwischen 18 und 24 Jahre, 22,4 Prozent zwischen 25 und 44 Jahre, 21,7 Prozent zwischen 45 und 64 Jahre. 15,6 Prozent waren 65 Jahre oder älter. Das Durchschnittsalter betrug 36 Jahre. Auf 100 weibliche Personen kamen 98,4 männliche Personen. Auf 100 Frauen im Alter von 18 Jahren und darüber kamen 96,7 Männer.
Das jährliche Durchschnittseinkommen der Haushalte betrug 32.162 USD, das Durchschnittseinkommen der Familien 38.351 USD. Männer hatten ein Durchschnittseinkommen von 33.958 USD, Frauen 17.829 USD. Das Prokopfeinkommen betrug 13.592 USD. 7,1 Prozent der Familien und 9,6 Prozent der Einwohner lebten unterhalb der Armutsgrenze.

## Orte im Bear Lake County
Cities
| - Bloomington - Georgetown - Montpelier | - Paris - St. Charles |

Census-designated places (CDP)
| - Bennington |

andere Unincorporated Communities
| - Bern - Dingle - Fish Haven - Geneva | - Giveout - Liberty - Nounan - Ovid | - Pegram - Raymond - Wardboro |